# Dół jak rura... (Owen)
Dół jak rura (ang. Cramped in that Funnelled Hole) – wiersz angielskiego poety z pokolenia I wojny światowej Wilfreda Owena, który zginął na kilka dni przed zawieszeniem broni.

## Charakterystyka ogólna
Wiersz Cramped in that Funnelled Hole jest krótkim utworem. Składa się z zaledwie dwóch strof i liczy dziewięć wersów. Stanowi poetycki zapis pobytu w okopie podczas artyleryjskiego ostrzału.

## Forma
Utwór jest napisany wierszem regularnym, konkretnie typowym dla poezji anglojęzycznej pentametrem jambicznym rymowanym według schematu aabb cddcc. Poeta stosuje aliterację: teeth of traps i wyrazistą paronomazję: Not seen of seers. Poza tym autor posługuje się ostrymi przerzutniami: a yawn/Of death's jaws oraz only felt/As teeth of traps, które dynamizują utwór.
Cramped in that funnelled hole, they watched the dawn
Open a jagged rim around; a yawn
Of death's jaws, which had all but swallowed them
Stuck in the bottom of his throat of phlegm.

## Treść
Barry Spurr pisze: „No discussion of Wilfred Owen's poetry can fail to take into account his personal experience of the First World War and his bitter analysis of it”. Wiersz Owena jest drastycznym w obrazowaniu opisem sytuacji panującej w okopie podczas wojny pozycyjnej na froncie zachodnim. Poeta nie pomija takich brutalnych szczegółów jak odór rozkładających się ciał i kwaśny zapach rozpryskujących się pocisków. W drugiej zwrotce autor odwołuje się do dantejskiej tradycji przedstawiania Piekła.
They were in one of many mouths of Hell
Not seen of seers in visions, only felt
As teeth of traps; when bones and the dead are smelt
Under the mud where long ago they fell
Mixed with the sour sharp odour of the shell.
Użycie regularnej formy wersyfikacyjnej można odczytać jako próbę ocalenia jakiegokolwiek porządku w chaosie toczącej się walki.

## Przekład
Wiersz Owena przełożył na język polski na potrzeby swojej autorskiej antologii poezji angielskiej Jerzy Pietrkiewicz. Tłumacz zachował układ rymów, a dla oddania pentametru jambicznego zastosował tradycyjny polski trzynastozgłoskowiec.